# Lockerschnee
Lockerschnee ist frisch gefallener Schnee, der noch nicht verdichtet und verfestigt ist. Es wird unterschieden zwischen trockenem Lockerschnee (Pulverschnee) und feuchtem Lockerschnee (Pappschnee). Ersterer besitzt eine Dichte von 0,03–0,06 g/cm³, letzterer eine bereits um 0,1 g/cm³.

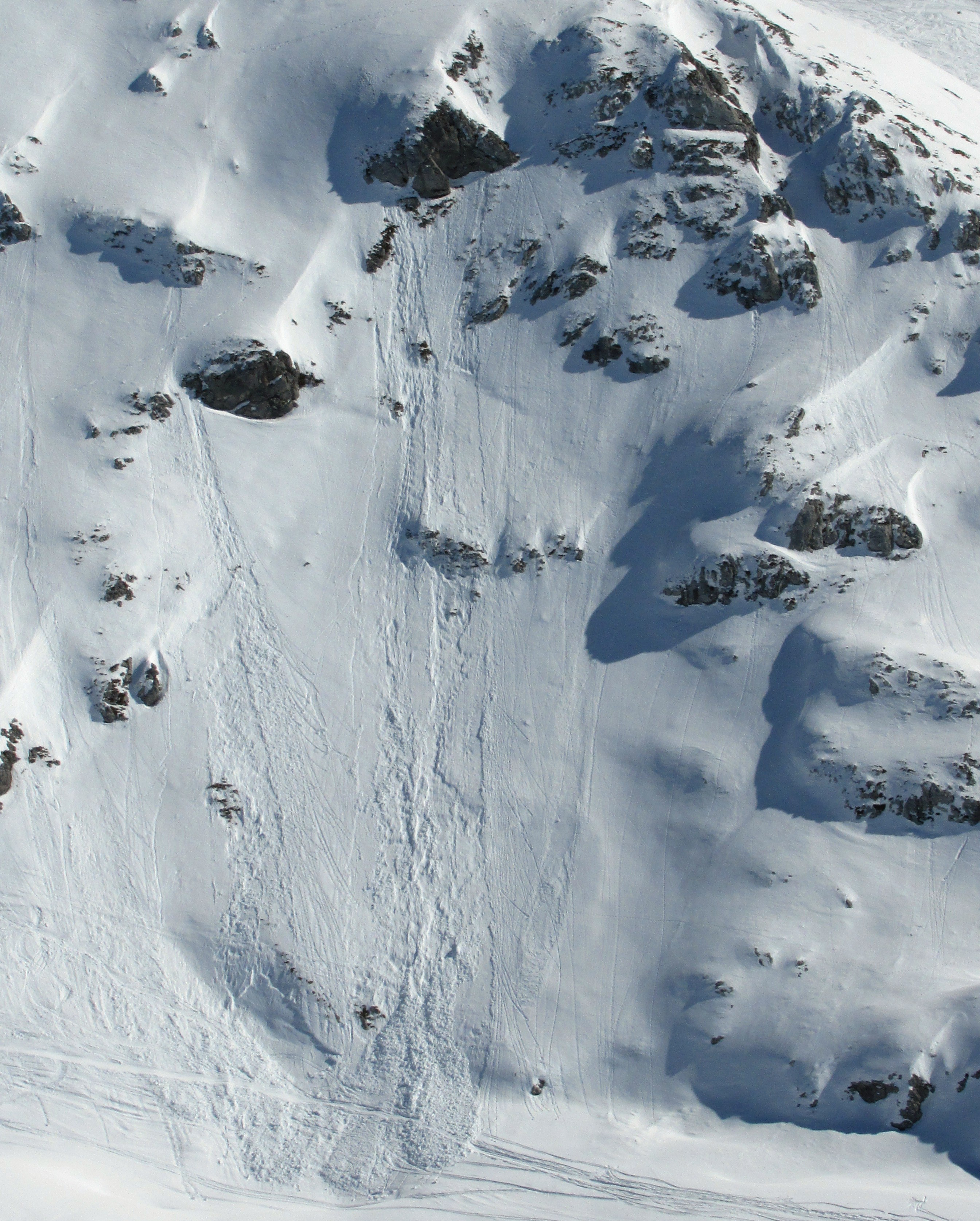
Lockerschneelawinen in felsdurchsetztem Hang

Je größer bei einer Lockerschneelawine der ins Tal rollende Schneeball wird, desto mehr Schnee bleibt bei einer Umdrehung an ihm hängen.